# Мопани
Мопани (на африкаанс Mopani) е окръг в Република Южна Африка. Намира се в провинция Лимпопо. Площта му е 11.098 km².

## Население
964 195 (2001)

## Расов състав
(2001)
- 940 970 (97,59%)- черни
- 21 457 (2,23%)- бели африканци
- 1191 (0,12%)- цветнокожи
- 577 (0,06%)- азиатци